# عجوقة متشجرة
عجوقة متشجرة (الاسم العلمي:Ajuga suffrutescens) هي نبات تتبع جنس العجوقة من الفصيلة الشفوية.